# U-30 (1936)
U-30 – niemiecki okręt podwodny typu VIIA z czasów II wojny światowej. Zwodowany 4 sierpnia 1936 roku w stoczni Deschimag w Bremie, wszedł do służby w Kriegsmarine 8 października tego samego roku. Tuż przed rozpoczęciem działań wojennych okręt opuścił Niemcy udając się na swój pierwszy wojenny patrol, pod dowództwem Kptlt. Lempa.
3 września – trzy godziny po wypowiedzeniu Niemcom wojny przez Francję – U-30 wykrył statek pasażerski SS „Athenia”, a o godzinie 21:42 wystrzelona z U-30 torpeda eksplodowała u jej burty, zatapiając jednostkę. „Athenia” była pierwszą jednostką zatopioną przez U-Booty podczas II wojny światowej. Po wysłaniu następnego dnia przez admirała Dönitza rozkazu do wszystkich swoich okrętów nakazującego przestrzeganie prawa międzynarodowego – co było podyktowane chęcią utrzymania Stanów Zjednoczonych z dala od wojny oraz zamiarem Hitlera doprowadzenia do pokoju z Wielką Brytanią po pokonaniu Polski – dowódca U-30, ściśle przestrzegał prawa.
4 września U-30 wykrył pasażerski liniowiec „Duchess of Bedford”, lecz zgodnie z rozkazem pozwolił mu przepłynąć, nie niepokojąc go. 11 września, po wykryciu frachtowca „Blair Logie”, pozwolił załodze zejść do łodzi ratunkowych przed zatopieniem jednostki oraz zaopatrzył ją w wódkę i papierosy, po czym pozostał przy załodze przez całą noc, odpalając czerwone sygnały niebezpieczeństwa. Okręt opuścił miejsce zajścia wobec zbliżania się amerykańskiego statku. Dwa dni później, zatrzymał frachtowiec „Fanad Head” i wysłał na jego pokład grupę pryzową celem przeszukania. W tym czasie okręt zaatakowały dwa samoloty Skua z lotniskowca „Ark Royal”. U-Boot zdołał się zanurzyć, a zbyt nisko lecące samoloty zostały zniszczone przez wybuchy własnych bomb. Sam okręt podwodny nie odniósł poważniejszych uszkodzeń, poza powierzchownymi uszkodzeniami dziobu i dwóch wyrzutni torpedowych. U-30 wynurzył się i wziął obu pilotów na pokład, jako jeńców wojennych.
U-30 odbył 8 patroli bojowych, spędzając w morzu 179 dni. Zatopił 16 jednostek (część za pomocą min) o łącznym tonażu 86 165 BRT i jeden okręt pomocniczy; uszkodził 1 statek (5642 BRT) oraz okręt – pancernik HMS „Barham” (28 grudnia 1939, 31 100 t). W grudniu 1940 przeniesiony do zadań szkolnych. Zatopiony przez własną załogę 5 maja 1945 w zatoce Kupfermühlen w pobliżu Flensburga w ramach operacji Regenbogen. W 1948 roku wrak okrętu wydobyto i pocięto na złom.

## Przebieg służby
- 08.10.1936 – 31.12.1939 – 2. Flotylla U-bootów Saltzwedel w Wilhelmshaven (okręt bojowy)
- 01.01.1940 – 30.11.1940 – 2. Flotylla U-Bootów Saltzwedel w Wilhelmshaven/Lorient (okręt bojowy)
- 01.12.1940 – 16.12.1942 – 24. Flotylla U-bootów w Gdańsku (okręt szkolny)
- 16.12.1942 – ?.05.1943 – wycofany ze służby
- ?.05.1943 – 30.11.1943 – 24. Flotylla U-bootów w Gdańsku (okręt szkolny)
- 01.12.1943 – 12.01.1945 – 22. Flotylla U-bootów w Gdyni (okręt szkolny)
- 04.05.1945 – zatopiony w zatoce Kupfermühlen.

Dowódcy:
08.10.1936 – 31.10.1938 – Kptlt. Hans Cohausz

15.02.1938 – 07.08.1938 – Kptlt. Hans Pauckstadt

01.11.1938 – ?.09.1940 – Kptlt. Fritz-Julius Lemp

?.09.1940 – 31.03.1941 – Frgkpt. Robert Prützmann

01.04.1941 – ?.04.1941 – Oblt. Paul-Karl Loeser

?.04.1941 – 22.04.1941 – Oblt. Hubertus Purkhold

23.04.1941 – 09.03.1942 – Oblt. Kurt Baberg

10.03.1942 – 04.10.1942 – Oblt. Hermann Bauer

05.10.1942 – 16.12.1942 – Lt. Franz Saar

?.05.1943 – 01.12.1943 – Oblt. Ernst Fischer 

02.12.1943 – 14.12.1944 – Oblt. Ludwig Fabricius

17.01.1945 – 23.01.1945 – Oblt. Günther Schimmel 

Frgkpt. – Fregattenkapitän (komandor porucznik), Kptlt. – Kapitänleutnant (kapitan marynarki), Oblt. – Oberleutnant zur See (porucznik marynarki), Lt. – Leutnant zur See (podporucznik marynarki)